# تومي مكابي
تومي مكابي (بالإنجليزية: Tommy McCabe)‏ هو لاعب كرة قدم أمريكي في مركز الوسط، ولد في 4 أبريل 1998 في أورانج الجنوبية ‏ في الولايات المتحدة. لعب مع نادي شمال كارولاينا.

## وصلات خارجية
- تومي مكابي على موقع الدوري الأمريكي (الإنجليزية)
- تومي مكابي على موقع قاعدة بيانات كرة القدم.إي يو (الإنجليزية)